# Roberto Nielsen-Reyes
Roberto Maria Nielsen-Reyes Kurschner, né le 15 février 1943 à La Paz, est une cavalier bolivien de saut d'obstacles.

## Biographie
Il participe aux Jeux olympiques d'été de 1968 à Mexico où il est 34e de l'épreuve individuelle, aux Jeux olympiques d'été de 1972 à Munich, où il est le porte-drapeau de la délégation bolivienne et où il est 22e de l'épreuve individuelle et aux Jeux olympiques d'été de 1976 à Montréal où il ne termine pas l'épreuve individuelle. Il prend part également aux Jeux sud-américains de 1978 à La Paz où il obtient la première médaille d'or en équitation pour la Bolivie.
Il sera président de la fédération bolivienne d'équitation et du comité olympique local.